# ميرفين هاميلتون رايلانس
ميرفين هاميلتون رايلانس (بالإنجليزية: Merv Rylance)‏ هو لاعب رغبي ومهندس معماري أسترالي، ولد في 20 مارس 1906 في Eagle Junction, Queensland ‏ في أستراليا، وتوفي في 1983.